# Михайловка (Лысянский район)
Михайловка (укр. Михайлівка) — посёлок в Лысянском районе Черкасской области Украины.
Население по переписи 2001 года составляло 45 человек. Почтовый индекс — 19342. Телефонный код — 4749.

## Местный совет
19342, Черкасская обл., Лысянский р-н, с. Шубины Ставы